# Nadezhda von Meck
Nadezhda Filarétovna von Meck (del ruso: Надéжда Филарéтовна фон Мекк) (Smolensk,29 de enerojul./ 10 de febrero de 1831greg. - Niza,1 de enerojul./ 13 de enero de 1894greg.) Aristócrata, mecenas y empresaria rusa, conocida hoy en día particularmente por su relación artística con el compositor Piotr Ilich Chaikovski.
Nacida como Nadezhda Filaretovna Frolovskaya, era miembro de una familia de grandes terratenientes. Tomó su apellido de su matrimonio con el magnate del ferrocarril de origen germánico, Karl Otto Georg von Meck.
Mantuvo económicamente a Chaikovski durante 14 años, permitiéndole dedicarse exclusivamente a la composición, pero dijo que jamás debían conocerse. A ella está dedicada su Sinfonía n.º 4 en fa menor. Fue además una mecenas influyente en las artes en general, activa al proporcionar apoyo económico a Nikolái Rubinstein y Claude Debussy. Era una gran admiradora de Piotr Ilich Chaikovski. Mujer culta e instruida, mostró gran interés por la obra de Arthur Schopenhauer y el idealista ruso Vladimir Solovyov. 

## Biografía
El padre de Nadezhda Frolovskaya, un gran terrateniente, era un violinista aficionado. Le proporcionó una buena formación musical, tanto teórica como técnica. Nadejda aprendió a tocar el piano y frecuentó el mundo musical. En 1848 se casó con el barón Karl von Meck, de origen germano-báltico, a quien ayudó con su fortuna y su sentido comercial. Así el barón se hizo considerablemente rico con el ferrocarril. Dio a luz entre 1848 y 1872 a seis niñas y cinco niños y enviudó en enero de 1876.
Ese mismo año descubrió las obras de Chaikovski gracias al violinista Iosif Kotek que estaba a su servicio. Seducida por el talento del compositor, le encargó que escribiera una marcha fúnebre, que Chaikovski compuso de inmediato, y luego varias otras composiciones. Chaikovski le dedica su cuarta sinfonía. Comienza entonces un intercambio epistolar en la que se manifiesta la admiración y el cariño platónico de la baronesa. Chaikovski le responde con una amabilidad no exenta de interés.
Muy pronto, Madame von Meck accede a pagarle una asignación anual de 6.000 rublos, con la condición de que ambos estén satisfechos con esta única relación epistolar. Puso a disposición del compositor sus propiedades por toda Europa, escapándose siempre poco antes de su llegada. Este idilio insólito y atemporal durará casi quince años. Una o dos veces, se observarán de lejos durante un concierto o un encuentro casual, pero nunca se hablarán. En 1884, la baronesa arregló el matrimonio de su hijo Nicolás, conocido como Kolia, con Anna Davydov, sobrina de Chaikovski, como si esta unión de las dos familias sancionara una especie de fusión sentimental entre ella y Chaikovski.
Al principio sorda a los rumores sobre las tendencias homosexuales del compositor, Madame von Meck finalmente se da cuenta de ello. Herida en su orgullo de mujer, le escribió a Chaikovski el 13 de septiembre de 1890 que los reveses de la fortuna ahora le impedían pagarle la pensión que le había asignado. También es posible que la señora von Meck pasara por algunas dificultades económicas o no resistiera la presión de sus hijos que la instaban a romper definitivamente con el compositor. También comenzaba a padecer tuberculosis, que la mataría tres años después.
Chaikovski murió el 25 de octubre de 1893. Nadezhda von Meck le sobrevivió solo unos meses y murió en Niza el 14 de enero de 1894. Su cuerpo fue repatriado a Rusia.